# Deiphobella laticeps
Deiphobella laticeps är en bönsyrseart som beskrevs av Wood-mason 1876. Deiphobella laticeps ingår i släktet Deiphobella och familjen Mantidae. Inga underarter finns listade i Catalogue of Life.